# Murrupula (distrito)
Murrupula é um distrito da província de Nampula, em Moçambique, com sede na vila de Murrupula. Tem limite, a norte com o distrito de Mecuburi, noroeste e oeste com o distrito de Ribaué e Lalaua, a sul com o distrito de Gilé (distrito da província da Zambézia), a leste e sudeste com o distrito de Mogovolas e a nordeste e leste com o distrito de Rapale.

## Demografia
O INE (Instituto Nacional De Estatística) projectou, em 2017, que o distrito teria 225 330 habitantes em 2024, o que combinado com uma área de 3 100 km², daria uma densidade populacional de 72,7 habitantes por km².
Em 2007, o Censo indicou uma população de 140 311 residentes. Com uma área de 3100  km², a densidade populacional rondava os 45,26 habitantes por km².
De acordo com o Censo de 1997, o distrito tinha 101 745 habitantes, daqui resultando uma densidade populacional de 32,8 habitantes por km².

## Divisão administrativa
O distrito está dividido em três postos administrativos (Chinga, Murrupula e Nehessine), compostos pelas seguintes localidades:
- Posto Administrativo de Chinga:
  - Chinga-Sede
  - Namilasse
- Posto Administrativo de Murrupula:
  - Murrupula-Sede
  - Gazuzu
  - Namitotelane
- Posto Administrativo de Nehessine:
  - Nihessiue-Sede
  - Mulhaniua
  - Nacocolo

## Economia
A principal actividade económica deste distrito é a agricultura, com principal foco na produção de milho, batata-doce, mandioca, amendoim, feijões nhemba e bóer.[carece de fontes?]

## Infraestruturas sociais
O distrito de Murrupula conta com 8 unidades hospitalares, 126 edifícios escolares e 417 fontes de águas públicas.[carece de fontes?]